# Hans Ahlgrimm
Hans Ahlgrimm   (Viena, 10 de novembre de 1904 - Berlín, 23 d'abril de 1945) va ser un compositor i violinista austríac.

## Biografia
Ahlgrimm va rebre les seves primeres lliçons de piano de la seva mare. Immediatament es va determinar que tenia una audiència absoluta. A partir de 1910 va rebre classes de violí al Conservatori de la Ciutat de Viena. El 1919 va ser finalment designat per a la carrera musical i es va unir a la Universitat de Música i Arts Escèniques de Viena. Va estudiar amb lOrquestra Ferdinand Löwe, amb Franz Schmidt contrapunt i composició i amb Eusebius Mandyczewski història musical i instrumentologia. També va estudiar violí amb Otakar Evek. Va completar el seu doctorat. De 1925 a 1926 va ser concertino del "Musikverein Innsbruck". De 1926 a 1929 va treballar com a professor al Conservatori Popular de Viena. El 1929, el Staatsoper Berlin el va comprometre com el primer violinista. Des de 1931 fins a la seva mort el 1945, va ser segon violinista i violista amb la Berliner Philharmoniker. Com a compositor, es va fer un nom amb el seu concert de trompeta, que va ser interpretat diverses vegades per la Filharmònica.

## Obres (selecció)
- Sonata per a violí o flauta alt i piano
- Concert per trompeta amb petita orquestra
- Concert per a violí amb orquestra
- Divertimento per a violí, flauta i viola
- "Come Sweet Death", variacions simfòniques sobre un tema de Johann Sebastian Bach per a gran orquestra
- Paràbola: És un patiment ben anomenat (Ric. Dehmel), per al cor mixt de 6 parts.